# Jan Michał Zazula
Jan Michał Zazula, pseudonim „Jakub Broniec”, znany też jako „Jaśko” (ur. 5 maja 1953, zm. 28 września 1997 na Mont Blanc) – polski fizyk i alpinista, specjalista w zakresie fizyki promieniowania, autor tekstu słynnej piosenki okresu stanu wojennego pt. Ostatnia szychta na KWK Piast wykonywanej przez Jana Krzysztofa Kelusa, który był także autorem muzyki.

## Życiorys
Był miłośnikiem gór, autorem piosenek ogniskowych. W momencie napisania Ostatniej szychty na KWK Piast był pracownikiem Instytutu Fizyki Jądrowej PAN w Krakowie oraz współzałożycielem zakładowej „Solidarności”. Piosenka w wykonaniu Jana Krzysztofa Kelusa trafiła do drugiego obiegu za sprawą podziemnego radia „Solidarność”. Z obawy przed aresztowaniem autor podpisywał swoje teksty pseudonimem „Jakub Broniec” nawiązującym do pseudonimu „Broniec”, który w czasie II wojny światowej nosił jego wujek Leszek Guzy – członek Szarych Szeregów. Zazula uczestniczył w zapisie przebiegu procesu związkowców z Centralnego Ośrodka Badawczo-Rozwojowego Urządzeń Chemicznych i Chłodniczych, by uniemożliwić fałszerstwo. Od 1984 wraz z rodziną przebywał na emigracji, początkowo w Niemczech w ramach prestiżowego stypendium Międzynarodowej Agencji Atomistyki, następnie we Francji i Szwajcarii. Pracownik genewskiego CERN-u.
Zginął zmieciony przez lawinę w czasie wycieczki na masyw górski Mont Blanc. Pochowany na Cmentarzu Salwatorskim w Krakowie.